# Can Bruy
Can Bruy és un edifici d'Alella (Maresme) protegit com a Bé Cultural d'Interès Local.

## Descripció
Es tracta d'un edifici civil que forma un conjunt de tres construccions annexades entre elles i pertanyents a diferents etapes constructives. La primera, possiblement més antiga, està formada per una planta baixa i un pis i coberta per una teulada de dues vessants, amb el carener perpendicular a la façana, amb una porta de mig punt dovellada i dues finestres amb les llindes i llindars de pedra.
Les altres dues construccions estan cobertes a dues vessants i presenten el carener paral·lel a la façana.

## Història
Possiblement la primera construcció dati del segle xv, encara que hi hagin hagut annexes posteriors. Sobre el rellotge de sol de la façana es pot llegir la data de 1807.